# Саратовский подшипниковый завод
Саратовский подшипниковый завод (ГПЗ-3) — один из крупнейших производителей подшипников в России. Располагается в Саратове. Входит в Европейскую подшипниковую корпорацию.

## История

### В СССР
Решение о строительстве в Саратове подшипникового завода было принято в 1935 году. Необходимость строительства завода была обусловлена дефицитом подшипников в стране (на тот момент единственным подобным производителем был Московский ГПЗ-1). Выбор именно Саратова определялся близостью основных потребителей продукции: Сталинградский тракторный завод, Саратовский и Ростовский комбайновые заводы. Закладка первого заводского корпуса состоялась 8 апреля 1938 года. 11 февраля 1941 года был собран первый подшипник. Новое предприятие получило название третий Государственный подшипниковый завод, или ГПЗ-3.
Во время Великой Отечественной войны из-за угрозы оккупации московский ГПЗ-1 был эвакуирован, частично в Саратов.
28 октября 1944 года Указом Президиума Верховного Совета СССР завод был награжден орденом Трудового Красного Знамени.
В послевоенные годы предприятие активно развивается, увеличиваются как мощности завода, так и расширяется номенклатура выпускаемой продукции: налаживается производство железнодорожных, шарнирных и игольчатых подшипников. В 1966 году был собран 500-миллионный подшипник. В 1976 году выпущен миллиардный подшипник.
В 1989 году входил в производственное объединение с ГПЗ-22.

### В Российской Федерации
В 1994 году предприятие было приватизировано и акционировано, получив название ОАО «Саратовский подшипниковый завод» (ОАО СПЗ). К 2001 году завод изготовил более 2 миллиардов подшипников.
24 мая 2007 года завод вошёл в «Европейскую подшипниковую корпорацию» под названием АО «ЕПК Саратов».

## Предприятие сегодня
Сегодня[когда?] АО «ЕПК Саратов» располагает производством полного цикла: инструментальное, литейное, кузнечное, шариковое, роликовое. Так, например, шарикоформирующие диски, которые выпускаются на инструментальном производстве, в России больше нигде не производятся.
На данный момент[когда?] предприятие выпускает более 2 тысяч типов подшипников.